# Municipio de Atlahuilco
El municipio de Atlahuilco es uno de los 212 municipios del Estado de Veracruz, ubicado en la región las montañas del estado, en la Sierra de Zongolica.

## Toponimia
El nombre de Atlahuilco proviene de los vocablos Náhuatl Atl-tlauil-ko que se puede interpretar como “ En el agua clara o iluminada” y es muy probablemente una reducción de Atlahimolco que fue un sitio mítico referido en la migración nonoalca-chichimeca. El nombre del municipio se debe a que antiguamente los pobladores del lugar no contaban con agua potable y debían llevarla desde las cuevas hasta sus casas, para realizar tal labor tenían que alumbrar su camino con ocote o candileros

## Historia
En el siglo XVI el territorio municipal estuvo dominado por tres poblaciones, Los Reyes de Zacamilulan (hoy Zacamilola), San Francisco Quechulinco (actual Quechulinco) y Atlihuayan, el pueblo de San Martín Atlahuilco figura hasta mediados del siglo XVIII. En 1831 estaba considerado como municipalidad. El 11 de junio de 1937, se establecen los límites entre los Municipios de Atlahuilco y Los Reyes.

## Geografía

### Ubicación
Se localiza entre las coordenadas 18° 42’ latitud norte y 97° 05’ longitud oeste. Limita al norte con Tlilapan, al noreste con San Andrés Tenejapan, al este con Tequila, al sureste con Los Reyes, al sur con el municipio de Xoxocotla, al oeste con el municipio de Soledad Atzompa  y al noroeste con Huiloapan de Cuauhtémoc.

### Orografía
Ubicado en la Sierra Oriental, en la Sierra Madre del Sur, sobre rocas sedimentarias del cretácico, en sierra de cumbres tendidas sobre áreas donde anteriormente se encontraba suelo luvisol

## Actividades económicas
Dentro de las actividades económicas del municipio se encuentra la ganadería, sobre todo del porcino, aunque también hay ovino, caprino y avícola, este último enfocado al guajolote. Otra actividad es la agricultura, dentro de están los cultivos del maíz, frijol y manzana, siendo los últimos solo representativos, ya que su producción es insignificante a comparación de la del maíz.

## Fiestas
El 11 y 12 de noviembre se festeja a San Martín Caballero, en el cual se danza como los Tocotines, Moros y Cristianos a petición del mayordomo, los Xochicolohke (negritos o panaderos). Las danzas van acompañadas de sones tradicionales interpretados con guitarra, violín, vihuela y contrabajo. Se coloca un arco floral, se recibe a la virgen, y se acarrea flores con las que se decora el arco, percutiendo un caparazón de tortuga llamado Ayotsi (en náhuatl significa eso mismo).

## Gobierno y administración
El gobierno del municipio está a cargo de su Ayuntamiento, que es electo mediante voto universal, directo y secreto para un periodo de tres años que no son renovables para el periodo inmediato posterior pero sí de forma no continua. Está integrado por el presidente municipal, un síndico único y un regidor, electo por mayoría relativa. Todos entran a ejercer su cargo el día 1 de enero del año siguiente a su elección.

### Subdivisión administrativa
Para su régimen interior, el municipio además de tener una cabecera y manzanas, se divide en rancherías y congregaciones, teniendo estas últimas como titulares a los subagentes y agentes municipales, que son electos mediante auscultación, consulta
ciudadana o voto secreto en procesos organizados por el Ayuntamiento. El municipio cuenta con cuatro congregaciones.

### Representación legislativa
Para la elección de diputados locales al Congreso de Veracruz y de diputados federales al Congreso de la Unión, el municipio se encuentra integrado en el Distrito electoral local XVIII Zongolica con cabecera en la ciudad de Zongolica y el Distrito electoral federal XVIII Zongolica con cabecera en la ciudad de Zongolica.